# Иска д'Арки (Кјети)
Иска д'Арки (итал. Isca d'Archi) је насеље у Италији у округу Кјети, региону Абруцо.
Према процени из 2011. у насељу је живело 15 становника. Насеље се налази на надморској висини од 157 м.